# Инцидент с американским беспилотником над Чёрным морем
14 марта 2023 года российский истребитель Су-27 перехватил и повредил американский беспилотник MQ-9 Reaper, после чего БПЛА потерпел крушение в международных водах Чёрного моря.
Инцидент произошел на фоне российско-украинской войны и стал первым прямым столкновением между ВВС России и США с момента начала вторжения России на Украину.
Согласно Deutsche Welle, этот инцидент стал первым случаем со времён Холодной войны, когда американское воздушное судно потерпело крушение из-за воздействия российских самолётов.
Министр обороны России Сергей Шойгу представил к государственным наградам лётчиков российского истребителя, который сопровождал беспилотник.

## Предыстория
США использовали беспилотники MQ-9 Reaper над Чёрным морем ещё до начала вторжения для наблюдения за территорией. Инцидент произошел на фоне растущей напряженности между Россией и США, когда администрация Байдена ввела санкции в связи со вторжением России на Украину, хотя российские самолёты и раньше сопровождали беспилотники, к опасным последствиям это не приводило.

## Ход событий
По словам высокопоставленного военного представителя США, беспилотник-разведчик MQ-9 Reaper вылетел утром во вторник со своей базы в Румынии для выполнения запланированной разведывательной миссии, которая длится в среднем от 9 до 10 часов, он не был вооружён и вёл разведку примерно в 75 милях (120 километрах) к юго-западу от Крыма. В заявлении Европейского командования ВС США говорится, что американский беспилотник MQ-9 Reaper летел над международными водами в Чёрном море, выполняя «обычные операции». Примерно за 30—40 минут до падения беспилотника поблизости были замечены два российских истребителя Су-27. Российские истребители несколько раз сбрасывали топливо на американский беспилотник. Примерно в 7:03 утра по центральноевропейскому времени, один из самолётов повредил винт беспилотника, и он начал снижаться в режиме планёра. Потеряв управление, операторы были вынуждены затопить БПЛА в международных водах Чёрного моря, удалённо уничтожив при этом программное обеспечение беспилотника, дабы оно не попало в руки вероятного противника.

## Реакция
Министр иностранных дел Украины Дмитрий Кулеба заявил, что пока Россия контролирует Крымский полуостров, Чёрное море «не будет безопасным местом».
15 марта министр обороны России Сергей Шойгу и глава Пентагона Ллойд Остин в ходе телефонного разговора, инициированного американской стороной, обсудили причины и последствия произошедшего инцидента.
ВВС США назвали действия России «безрассудными, экологически необоснованными и непрофессиональными». Представитель Пентагона Пэт Райдер заявил, что США продолжат использовать свои беспилотники над Черным морем, используя международное воздушное пространство.
Официальный представитель Пентагона Джон Кёрби в эфире телеканала CNN сообщил, что США «в том, что касается этого конкретного беспилотника, предпринимают шаги, чтобы защитить свою собственность» и, что «не хотелось, чтобы кто-то прибрал их к рукам». Несмотря на обсуждения о возможности поднятия обломков БПЛА, представители Минобороны США признали, что в данный момент в Чёрном море нет американских кораблей, способных выполнить данную операцию. Представитель Госдепа США Нед Прайс заявил, что посол России в США Анатолий Антонов был вызван в ведомство, Антонов в свою очередь повторил заявление Минобороны РФ и отклонил все претензии со стороны США.
В официальном Telegram-канале Министерство обороны России заявило, что «российские истребители бортовое вооружение не применяли, с беспилотным летательным аппаратом в контакт не вступали и благополучно вернулись на аэродром базирования». По сообщению ведомства, БПЛА совершил полет с отключенными транспондерами с нарушением границ района временного режима использования воздушного пространства, информация о котором была опубликована в соответствии с международными нормами. Пресс-секретарь президента России Дмитрий Песков посоветовал «не летать там, где не надо».
15 марта секретарь Совета безопасности РФ Николай Патрушев заявил, что Россия обязательно попытается поднять обломки американского беспилотника. По его мнению, это сделать необходимо. Также он заявил, что инцидент с беспилотником является окончательным подтверждением того, что США принимают непосредственное участие в происходящем на Украине. В тот же день пресс-секретарь президента РФ Дмитрий Песков выразил мнение, что отношения между Россией и Соединенными Штатами находятся в своей самой низкой точке и в плачевном состоянии. По его словам, Владимир Путин владеет информацией об инциденте, но контактов с США на высшем уровне не было.

## Оценки
Украинский военный эксперт Роман Свитан назвал действия российских истребителей «информационным ударом» и предположил, что «такие инциденты — это приглашение к переговорам». Профессор по изучению войны в Королевском колледже Майкл Кларк сообщил Би-би-си, что столкновение «почти наверняка было случайностью».

## Награждение российских пилотов
22 марта 2023 года российский министр обороны Сергей Шойгу наградил орденами Мужества летчиков самолетов Су-27, участвовавших в инциденте над Черным морем. Представитель Совета национальной безопасности США Джон Кёрби в ответ на это заявил: «Я не знаю ни одной армии, ни одного военно-воздушного флота в мире, который наградил бы летчика за столкновение с беспилотником».

## Другие инциденты в Черном море
- 29 сентября 2022 года российский истребитель Су-27 выпустил ракету, находясь недалеко от британского самолёта-разведчика Boeing RC-135, который пролетал в международном воздушном пространстве в районе Чёрного моря. Произошедшее не рассматривалось как преднамеренная эскалация, министерство обороны России ответило, что ракета была выпущена в результате технической неисправности[28].
- 7 мая 2023 года подразделения воздушного патрулирования НАТО были приведены в состояние повышенной готовности после того, как российский истребитель едва не столкнулся с польским самолётом над Чёрным морем недалеко от границ Румынии в международном воздушном пространстве[29]. По словам спикера польской пограничной службы, российский самолёт Су-35 совершил «агрессивные и опасные манёвры», приближаясь к польскому самолёту и не соблюдая безопасную дистанцию, из-за чего польский экипаж временно потерял контроль над своим самолётом. А именно, российский самолёт пролетел прямо перед носом польского самолёта, пересекая его траекторию на опасном расстоянии: по оценкам экипажа, между двумя истребителями было всего около пяти метров. После трёх попыток приблизиться российский самолёт улетел[30].